# Ludvig Jurmala Åström
Ludvig Jurmala Åström (* 29. Dezember 1999 in Tyresö) ist ein schwedischer Handballspieler. Seine Position ist Kreisläufer.

## Karriere

### Verein
Ludvig Jurmala Åström spielte zunächst in der Jugend für Tyresö Handboll und HK Silwing-Troja in seiner Heimatstadt. Seine erste Profistation wurde der Traditionsverein IFK Kristianstad, mit dem er 2023 das Double aus Meisterschaft und Pokal gewann. Im Sommer 2024 erfolgte sein Wechsel in die Handball-Bundesliga zu Frisch Auf Göppingen.

### Nationalmannschaft
Am 27. April 2023 debütierte Åström in der schwedischen A-Nationalmannschaft beim 32:23-Sieg gegen Deutschland in Kristianstad.